# Hongxiang, Anhui
Hongxiang (kinesiska: 洪巷) är en köping i östra Kina. Den ligger i staden Wuwei på häradsnivå, som ligger i staden Wuhu på prefekturnivå i provinsen Anhui, omkring 89 kilometer söder om provinshuvudstaden Hefei. Antalet invånare är 41866. Befolkningen består av 20 535 kvinnor och 21 331 män. Barn under 15 år utgör 16,0 %, vuxna 15-64 år 73 %, och äldre över 65 år 10,0 %.